# 新界區專線小巴44線
新界區專線小巴44線是由冠榮車行旗下的運泰實業營辦的一條專線小巴線，來往屯門碼頭至上水站。
本線的「屯門碼頭」總站，並非設在海翠花園地下的屯門碼頭公共運輸交匯處，而是鄰近慧豐園碼頭的小巴總站。

## 歷史
為解決屯門公路大欖段爬山線工程完工前，日趨惡化的交通擠塞問題，運輸署於1995年計劃推出兩條專綫小巴路線，提供屯門碼頭渡輪接駁服務，此路線乃其中一條。
- 1995年12月：運輸署公開招標12組共17條專線小巴新路線，此路線及45、49S編為同一組。[3]
- 1997年1月13日：投入服務，當時全程收費$13，當時此線在屯門市中心及元朗公路之間會途經屯門工業區、大興邨、良景邨、田景邨、建生邨、兆康苑等地。同年3月20日，來回程皆繞經落馬洲管制站，以配合皇巴士投入服務。[4]
- 1998年5月23日：往上水火車站方向改經博愛交匯處後新落成一段的元朗公路前往新田公路，不經凹頭，取消東成里站。
- 1998年5月24日：往屯門碼頭方向改經新落成一段的元朗公路前往博愛交匯處，不經凹頭，取消楊屋村站。
- 1998年：來回程改經杯渡路直接進出屯門公路；原有在屯門工業區、大興邨、良景邨及兆康苑的服務由新線44A取代。
- 1999年：來回程不再繞經落馬洲，由44B提供。
- 2009年2月20日：來回程不停屯門公路紅橋。
- 2009年3月15日：來回程恢復停靠屯門公路紅橋。
- 2015年8月30日：屯門總站遷往新落成的湖山路小巴總站。

### 第一代44線
- 1987年10月9日：運輸署公開招標9組共18條專綫小巴新路線，此線與43編為同一組。招標時總站設於龍鼓灘，並指明持牌人經營此線的權利擬根據輕鐵的發展於1989年中予以檢討。[5]
- 1988年5月10日：此線投入服務，由冠榮車行旗下中西區小巴服務營運，總站設於新青街。[6]
- 1988年9月25日：因輕便鐵路通車而取消，由輕鐵接駁巴士520線取代。

## 服務時間及班次
- 屯門碼頭開：05:00-00:00 每5-13分鐘一班
- 上水站開：05:40-01:00 每5-13分鐘一班（【期間或客滿即開】）

### 特別班次
- 豐景園開往上水站：0800-0830，每8分鐘一班

## 收費
- 全程收費：$17.3
- 屯門碼頭來往紅橋：$6.5

## 行車路線

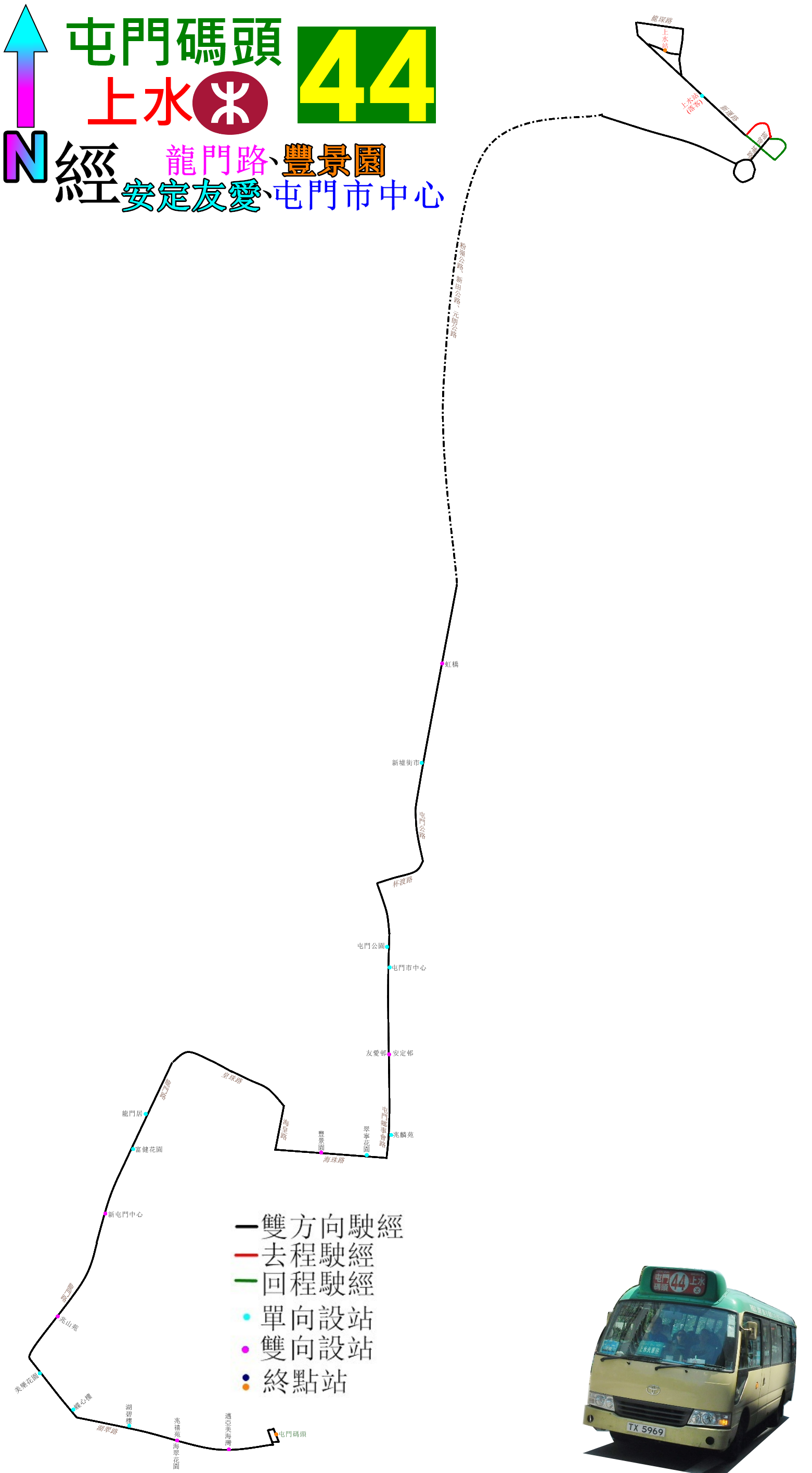
此線的走線圖

- 屯門碼頭（慧豐園）開:途經：湖山路、龍門路、皇珠路、海皇路、海珠路、屯門鄉事會路、杯渡路、屯門公路、元朗公路、青朗公路、新田公路、粉嶺公路、雞嶺迴旋處、掃管埔路、支路、新運路、龍琛路及龍運街
- 上水站開:新運路、龍琛路、龍運街、新運路、掃管埔路、雞嶺迴旋處、粉嶺公路、新田公路、青朗公路、元朗公路(如有乘客要求於「富泰橋底」(青山公路-嶺南段(地面)與元朗公路(天橋)相交點)下車,司機會繞徑藍地交滙處後前往屯門公路)、屯門公路、杯渡路、屯門鄉事會路、海珠路、海皇路、皇珠路、龍門路、湖翠路及湖山路

| 1  | 屯門碼頭（悦湖山莊） | 湖山路       | 1  | 上水小巴總站         | 上水小巴總站 |
| 2  | 邁亞美海灣           | 湖翠路       | 2  | 紅橋                 | 屯門公路     |
| 3  | 海翠花園(屯門碼頭)   | 湖翠路       | 3  | 屯門市中心           | 屯門鄉事會路 |
| 4  | 美樂花園             | 湖翠路       | 4  | 安定邨               | 屯門鄉事會路 |
| 5  | 兆山苑               | 龍門路       | 5  | 兆麟苑               | 屯門鄉事會路 |
| 6  | 新屯門中心           | 龍門路       | 6  | 豐景園               | 海珠路       |
| 7  | 龍門居               | 龍門路       | 7  | 富健花園             | 龍門路       |
| 8  | 豐景園               | 海珠路       | 8  | 新屯門中心           | 龍門路       |
| 9  | 翠寧花園             | 海珠路       | 9  | 兆山苑               | 龍門路       |
| 10 | 友愛邨               | 屯門鄉事會路 | 10 | 蝴蝶邨蝶心樓         | 湖翠路       |
| 11 | 市中心站             | 屯門鄉事會路 | 11 | 湖景邨湖碧樓         | 湖翠路       |
| 12 | 紅橋                 | 屯門公路     | 12 | 兆禧苑(屯門碼頭)     | 湖翠路       |
| 13 | 上水站               | 新運路       | 13 | 邁亞美海灣           | 湖翠路       |
| 14 | 上水小巴總站         | 上水小巴總站 | 14 | 屯門碼頭（悦湖山莊） | 湖山路       |

## 主要客源
- 前往內地（轉乘東鐵綫）及水貨客
- 屯門往返上水，及到上水站轉乘東鐵綫往返粉嶺及大埔區
- 屯門區內的短途客

## 服務質素

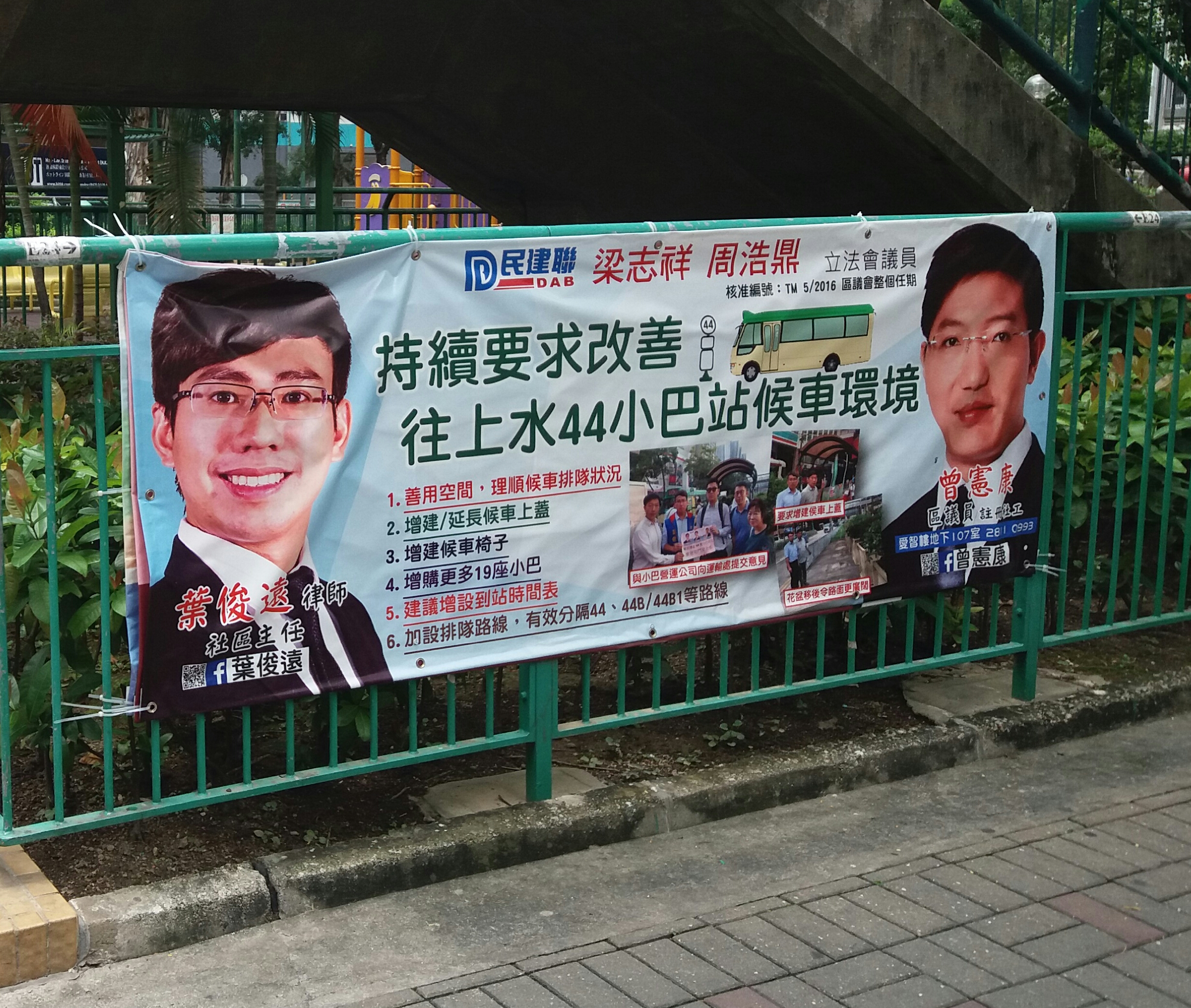
有區議員掛上橫額，要求改善本路線的服務質素

此路線服務質素為不少乘客所詬病。由於此路線大部份路段均是快速公路，是現時少數日間長途專綫小巴路線之一，而駕駛此路線之車長的收入並非按固定月薪計算，而是按單一車長的乘客車費收入和營運商「三七分帳」，車長為求增加收入，經常超速行走。
屯門區議會經常收到乘客投訴，指小巴車長經常超速駕駛，上水前往虎地甚至更遠的車程往往需時少於15分鐘，時速更達到120公里以上，而且沿線不少乘客經常難以登車；更甚者，部份投訴指出車長不依路線行駛及拒載屯門區內的短途客。
運輸署收到有關此路線之投訴如雪片飛來，引致署方早已要求九巴開辦一條每天全日往返屯門及上水的巴士路線，以引入競爭及逼使小巴營辦商改善服務，但受到此路線營辦商強烈反對。在不斷角力下，九龍巴士261線終於在2000年6月4日起投入服務；不過此路線定線較直接，加上運用車海戰術得宜，班次密度遠超261線，雖收費較高但依舊客似雲來，而服務質素亦未見太大改善。
現時此路線所有用車已按法例鎖速至時速最高80公里，與其他小巴無異。